# HD 92964
HD 92964，又名CP-58 2581，SAO 238379、HR 4198，是一颗恒星，视星等为5.38，位于銀經287.11，銀緯-0.36，其B1900.0坐标为赤經10h 38m 48.6s，赤緯-58° -0.36′ 31″。